# Xinxing, Tianjin
Xinxing (kinesiska: 新兴') är ett stadsdelsdistrikt i Kina. Det ligger i storstadsområdet Tianjin, i den norra delen av landet, nära eller i stadens centrum. Antalet invånare är 60 343. Befolkningen består av 32 080 kvinnor och 28 263 män. Barn under 15 år utgör 7,0 %, vuxna 15-64 år 78 %, och äldre över 65 år 14,0 %.